# FC Montreux-Sports
Der FC Montreux-Sports ist ein Fussballverein aus Montreux mit Sitz in Clarens in der Schweiz.

## Vereinsgeschichte
Der Club wurde im Jahr 1903 unter dem Namen «Montreux-Narcisse» gegründet. In der Zwischenkriegszeit spielte er einige Jahre in der ersten Schweizer Liga, stieg jedoch am Ende der Saison 1924/25 endgültig ab. Nach verschiedenen Saisons in den Regionalligen spielt der Verein aktuell in der 2. Liga Interregional.